# Kapel in 't Rooth
De Kapel van Onze-Lieve-Vrouw in 't Rooth, ook bekend als de Kapel van de Moeder van Barmhartigheid, is een kapel in de buurtschap 't Rooth bij Maasbree in de Nederlandse gemeente Peel en Maas. De kapel staat aan de Venloseweg ten oosten van het dorp.
Op ongeveer 1300 meter naar het noordwesten staat de Mariakapel van buurtschap Lange Heide en op ongeveer twee kilometer naar het zuidwesten staat de Sint-Jozefkapel van buurtschap Zandberg.
De kapel is gewijd aan Onze-Lieve-Vrouw.

## Geschiedenis
In 1662 vroeg Vrouwe Anna Katherina Constantia van Pallandr Wachendorf aan de bisschop om toestemming om een kapel te mogen bouwen:

ter eere Godts en de gemeijne devotie desen somer binnen het dorp Bree op de passage gaende naer Venlo een heijlig huisken op haar erve te bouwen ende daarinne te stellen alleenlick een Lieve Vrouwe beeldt, voor welke reparatie zij goede sorge zal draegen, alsmede in soo verre aldaer enigen offer moogt commen,'t selve zal oock tot cieraedt des selve heijkigen huisken geemploijeert worden.

In 1695 kwam de kapel gereed die in opdracht van de vrouwe was gebouwd.
Tijdens de Tweede Wereldoorlog raakte de kapel beschadigd en werd in 1952 met stenen van de verwoeste hoeve De Plaats hersteld.
In 1954 kreeg de kapel nieuwe glas-in-loodramen van de hand van glazenier Harrie H. Eggen uit Maastricht en wandschilderingen van de hand van Libert Ramaekers.
Sinds 1969 staat de kapel op de rijksmonumentenlijst.
In 1995 werd de kapel gerestaureerd.

## Gebouw
De bakstenen kapel heeft een driezijdige koorsluiting en wordt gedekt door een zadeldak met leien met op de achterste nok een kruis. Op de hoeken zijn er steunberen geplaatst, onder de dakrand een geprofileerde daklijst en in de linker- en rechterzijgevel bevindt zich een rond venster met glas-in-lood. In de achtergevel bevindt zich een segmentboogvormige nis met daarin een kleine kopie van het beeld dat in de kapel staat. De frontgevel is een gezwenkte façade met hierin een gevelsteen, een rond venster met glas-in-lood en de korfboogvormige toegang van de kapel.
Van binnen is de kapel blauw geschilderd en wordt het overwelft door een beschilderd houten plafond. De schilderingen tonen taferelen rondom het leven van Maria, de apostelen en de evangelisten. De drie glas-in-loodvensters, waarvan twee van H. Eggen en een van K. van Stiphout, tonen de Annunciatie, de Geboorte en de vlucht naar Egypte. Tegen de achterwand is een houten altaar geplaatst waarin aan de voorzijde een tekst gegraveerd is: (BVO = bid voor ons)

O.L.Vr. IN 'T ROOTH B.V.O.

Op het altaar staat op een sokkel een replica van het beeld van Onze-Lieve-Vrouw dat Maria toont in een wit gewaad en een blauwe mantel, met in haar rechterhand een scepter en op haar linkerarm het kindje Jezus.